# Say My Name
"Say My Name" é uma canção do girl group americano Destiny's Child para seu segundo álbum de estúdio The Writing's on the Wall (1999). Foi escrito por Beyoncé Knowles, LeToya Luckett, LaTavia Roberson e Kelly Rowland, juntamente com LaShawn Daniels, Fred Jerkins III e Rodney "Darkchild" Jerkins, com produção por este último.
A música foi lançada pela Columbia Records como o terceiro single do álbum em 7 de novembro de 1999, e marcou a introdução da segunda formação do grupo com as integrantes recém-adicionadas Michelle Williams e Farrah Franklin. O single é o mais bem sucedido dos quatro lançamentos do álbum.
"Say My Name" ganhou dois prêmios Grammy Awards na cerimônia de 2001, para Best R&B Performance by a Duo or Group with Vocals e Best R&B Song, ao mesmo tempo em que foi indicada como Record of the Year e Song of the Year. O videoclipe do single ganhou o MTV Video Music Awards de 2000 de Melhor Vídeo de R&B. Também ganhou o prêmio Soul Train Lady of Soul de Best R&B/Soul Single, Group, Band or Duo, juntamente com um BMI Pop Award para Most Played Song. A Billboard nomeou a música número sete em sua lista de 100 Maiores Músicas de Girl Group de todos os tempos.

## Antecedentes e composição
"Say My Name" marcou a primeira colaboração do grupo com o produtor-compositor norte-americano Keith Danley, que foi uma das várias pessoas contratadas para trabalhar com as Destiny's Child em seu segundo álbum. Quando elas escreveram a canção no entanto, a integrante Beyoncé Knowles inicialmente ficou descontente com a faixa em que estavam trabalhando. Ela comentou que havia "muita informação" na letra e soou como uma "selva".". Durante a sessão de fotos do álbum, o pai e empresário de Beyoncé, Mathew Knowles, foi ao estúdio informando-a de que Jerkins havia retrabalhado na letra que ela "odiava". Seu pai disse a ela para "apenas tem que ouvir isso". Quando a nova composição foi tocada para agrupar a antiga, elas gostaram que na medida em que elas não poderiam "se concentrar em nada".
Liricamente, "Say My Name" apresenta uma protagonista chamando seu namorado no telefone, e suspeitando que ele está fazendo-a de besta. Ela pede que ele "diga o nome dela". O jovem hesita, e o narrador acredita que é porque ele não quer que a garota que ele está traindo com ela, saiba quem ela é. Jerkins apoiou as letras da canção com uma faixa de apoio que se desloca para frente e para trás em dinâmica, constantemente trazendo diferentes elementos, incluindo sincopado, 808 programação de bateria, cordas sintetizadas, e 1970 wah-wah de guitarra licks, dentro e fora da mixagem. Knowles canta a ligação nos versos e na ponte e conduz a melodia do coro com Kelly Rowland, que adiciona a harmonia na segunda parte. LeToya Luckett canta a alta harmonia no coro e no pré-coro. LaTavia Roberson canta harmonia de segunda parte com LeToya, no pré-coro e canta a harmonia inferior no segundo refrão.

## Lançamento e recepção
Lançado como o terceiro single do álbum em 7 de novembro de 1999, "Say My Name" teve vários remixes que foram lançados ao lado da versão original. As duas versões alternativas mais notáveis foram um remix de Timbaland, que usa diferentes vocais, letras e uma participação especial do cantor Static Major e Timbaland; e o "Nitro Remix", que usa os vocais originais em uma trilha de baixo na música. Os remixes de Maurice contêm vocais gravados adicionais por Knowles, Luckett, Roberson e Rowland, organizados por Maurice Joshua.
"Say My Name" estreou no número 83 da Billboard Hot 100, e alcançou sua posição de pico doze semanas depois de vender 134.000 singles físicos durante sua primeira semana, levando mais tempo do que qualquer outro single de Destiny's Child para chegar ao topo. A música também alcançou o topo da parada Hot 100 Airplay e Hot R&B/Hip-Hop Singles & Tracks por três semanas em 2000. A música passou 32 semanas no Hot 100 e foi um dos dez singles mais vendidos - do ano nos EUA. É o terceiro single mais vendido do grupo nos EUA depois de "No, No, No" and "Bills, Bills, Bills" e também foi o terceiro single certificado pela RIAA.
No Reino Unido, foi o maior sucesso do grupo até aquele ponto. Alcançou o número três no UK Singles Chart e vendeu mais de 190.000 cópias. A música foi o primeiro número um do Destiny's Child na Ásia. Esse single permitiu que o grupo entrasse no mercado asiático, quando a música de R&B estava apenas começando a receber um forte airplay. Nas Filipinas, foi o número um mais longo de um grupo feminino de R&B, liderando as paradas por sete semanas. Na Austrália, foi a segunda gravação de um grupo de R&B a alcançar o número um na parada ARIA Singles depois do "No Scrubs" do TLC e ajudou a impulsionar o sucesso do The Writing's on the Wall para o sucesso multi-platina.

## Vídeoclipe

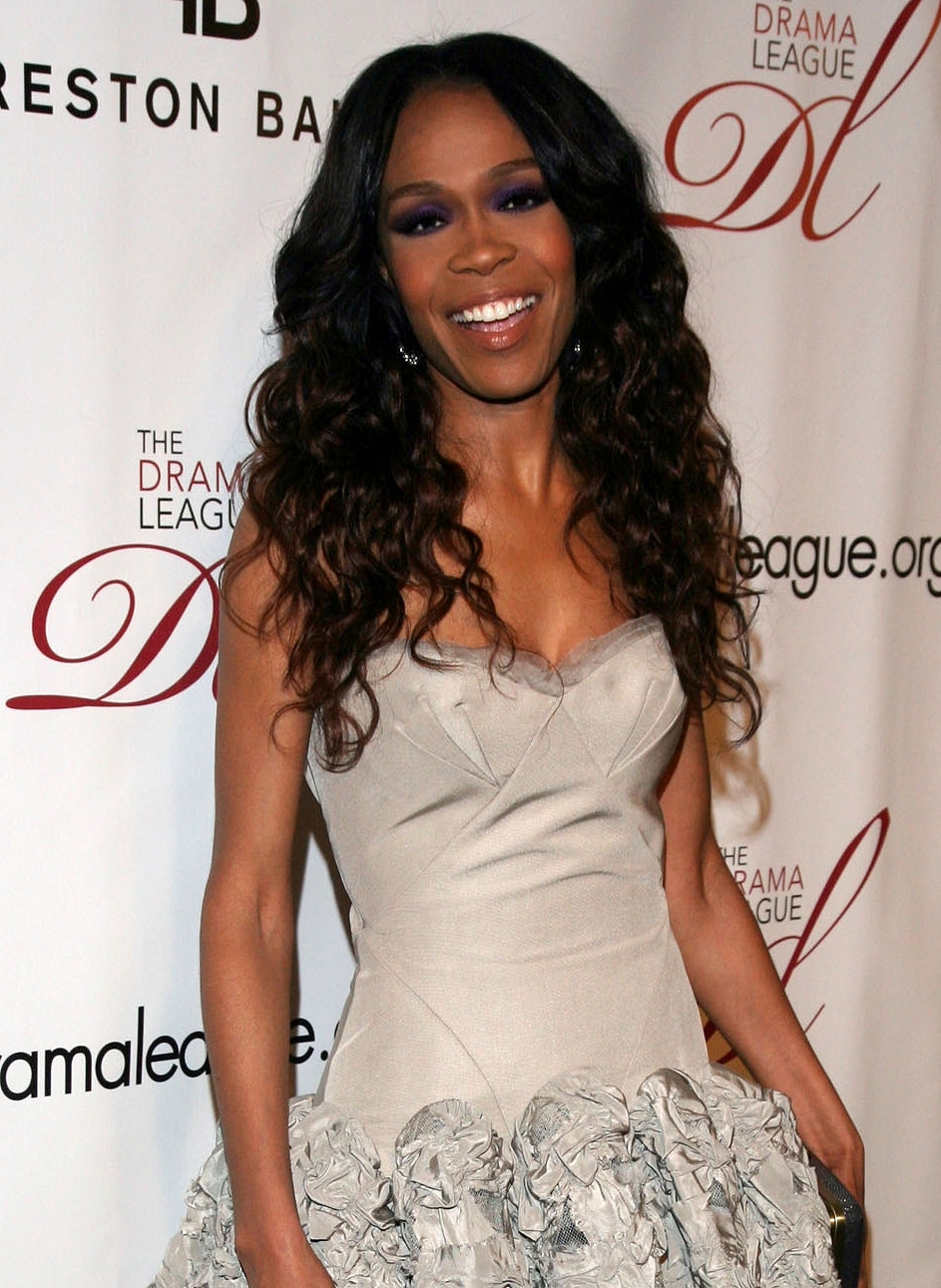
O vídeo de "Say My Name" marcou a estréia das novas integrantes da banda Michelle Williams (foto) e Farrah Franklin.

O conflito entre duas integrantes do grupo contra o empresário do conjunto, surgiu em dezembro de 1999, após alegações de que o gerente do grupo e o pai de Knowles, Mathew Knowles, estava retirando os lucros do grupo das integrantes Luckett e Roberson e supostamente dando uma quantia maior para Knowles e Rowland; Elas foram demitidas sem prévio aviso, em janeiro de 2000, o empresário contratou Farrah Franklin e Michelle Williams, para substituir ambas sem consentimento ou conhecimento das antigas componentes do conjunto. O vídeo de "Say My Name", foi filmado no final de janeiro de 2000, com pouco tempo para as novas integrantes aprenderem a coreografia. O vídeo estreou em 15 de fevereiro de 2000, apresentando Franklin e Williams ao lado de Knowles e Rowland, e estreou na MTV e no BET, simultaneamente à publicação de um comunicado de imprensa anunciando a mudança de formação. Os vocais de Luckett e Robersons, ainda aparecem na música, apesar da ausência de ambas, no vídeo. Os vocais de Franklin e Williams não estão incluídos na faixa.
O vídeo, dirigido por Joseph Kahn, apresenta as quatro integrantes, juntamente com duas dançarinas do sexo feminino e um masculino, cantando e dançando em conjuntos codificados por cores. que se assemelham a salas de estar de um apartamento. Rowland é destaque em roupas azuis para igualar seu quarto igualmente azul. Knowles é retratada em um quarto alaranjado, enquanto Franklin é caracterizada em uma sala vermelha e Williams em uma sala branca. Depois do primeiro verso e do refrão, as meninas, juntamente com móveis de seus respectivos conjuntos codificados por cores, alternam rapidamente entre os conjuntos uma das outras. Logo após o segundo verso, todas as meninas se reúnem em uma garagem com carros em e as Destiny's Child, estão usando calças pretas e tops laranja e todos os dançarinos estão vestidos de preto, no momento do vídeo.
LeToya Luckett e LaTavia Roberson, afirmaram que não sabiam que estavam fora do grupo, até verem o vídeo "Say My Name", e em março de 2000, entraram com uma ação contra Beyonce Knowles, Kelly Rowland e o gerente do grupo Mathew Knowles pelo que elas viram como um um plano para arruinar suas carreiras. No final do ano, Luckett e Roberson decidiram abandonar suas ex-companheiras de banda como co-réus, mas continuaram a perseguir ações contra Mathew.

## Legado
Em outubro de 2011, NME colocou-o no número 58 em sua lista de "150 melhores canções dos últimos 15 anos"" e Pitchfork Media colocou-o no número 131 em seu "The Top 500 Tracks of the 2000s". Na lista de VH1's das 100 melhores canções da década de 1990, "Say My Name" foi classificado no número 17.
Jody Rosen, da The New Yorker, creditou as escorregadias sinagogas de Beyoncé na canção, para criar um novo som que não existia no mundo antes dela. Ele ainda escreveu: "Se eles soam" normal "agora, é porque Beyoncé, e seus muitos seguidores, têm treinado nossos ouvidos."

## Formatos e faixas
| CD single dos EUA 1. "Say My Name" (versão do álbum) – 4:28 2. "Say My Name" (Timbaland remix) – 5:02 Maxi CD single dos EUA 1. "Say My Name" (versão do álbum) – 4:28 2. "Say My Name" (Timbaland remix) – 5:02 3. "Say My Name" (Maurice's Last Days of Disco Millennium Mix) – 7:35 4. "Say My Name" (Daddy D Remix w/ Rap) – 4:48 5. "Say My Name" (versão do álbum) (com participação de Kobe Bryant) – 4:27 CD single 1 dos Reino Unido 1. "Say My Name" – 4:28 2. "Say My Name" (Storm Mix by Tariq) – 4:35 3. "Say My Name" (Timbaland Remix) – 5:01 CD single 2 do Reino Unido 1. "Say My Name" (Dreem Teem Club Mix) – 5:45 2. "Say My Name" (Noodles Mix) – 5:17 3. "Say My Name" (Maurice's Bass 2000 Mix) – 4:20 | CD single 1 da Europa COL 668851 5 1. "Say My Name" (radio edit) – 3:46 2. "Say My Name" (versão do álbum) – 4:28 3. "Say My Name" (Timbaland remix) – 5:02 4. "Say My Name" (versão do álbumn) (com participação de Kobe Bryant) – 4:27 5. "Say My Name" (Daddy D remix w/o rap) – 4:48 CD single 2 da Europa COL 668851 2 1. "Say My Name" (versão do álbum) – 4:28 2. "Say My Name" (Timbaland remix) – 5:01 3. "Say My Name" (versão do álbum) (com participação de Kobe Bryant) – 4:27 4. "Say My Name" (Daddy D remix w/o rap) – 4:48 CD australiano aprimorado 1. "Say My Name" (versão do álbum) – 4:28 2. "Say My Name" (a cappella) – 4:00 3. "Say My Name" (instrumental) – 4:27 4. "Bills, Bills, Bills" (versão do álbum) – 4:14 |